# Ivan Ivanji

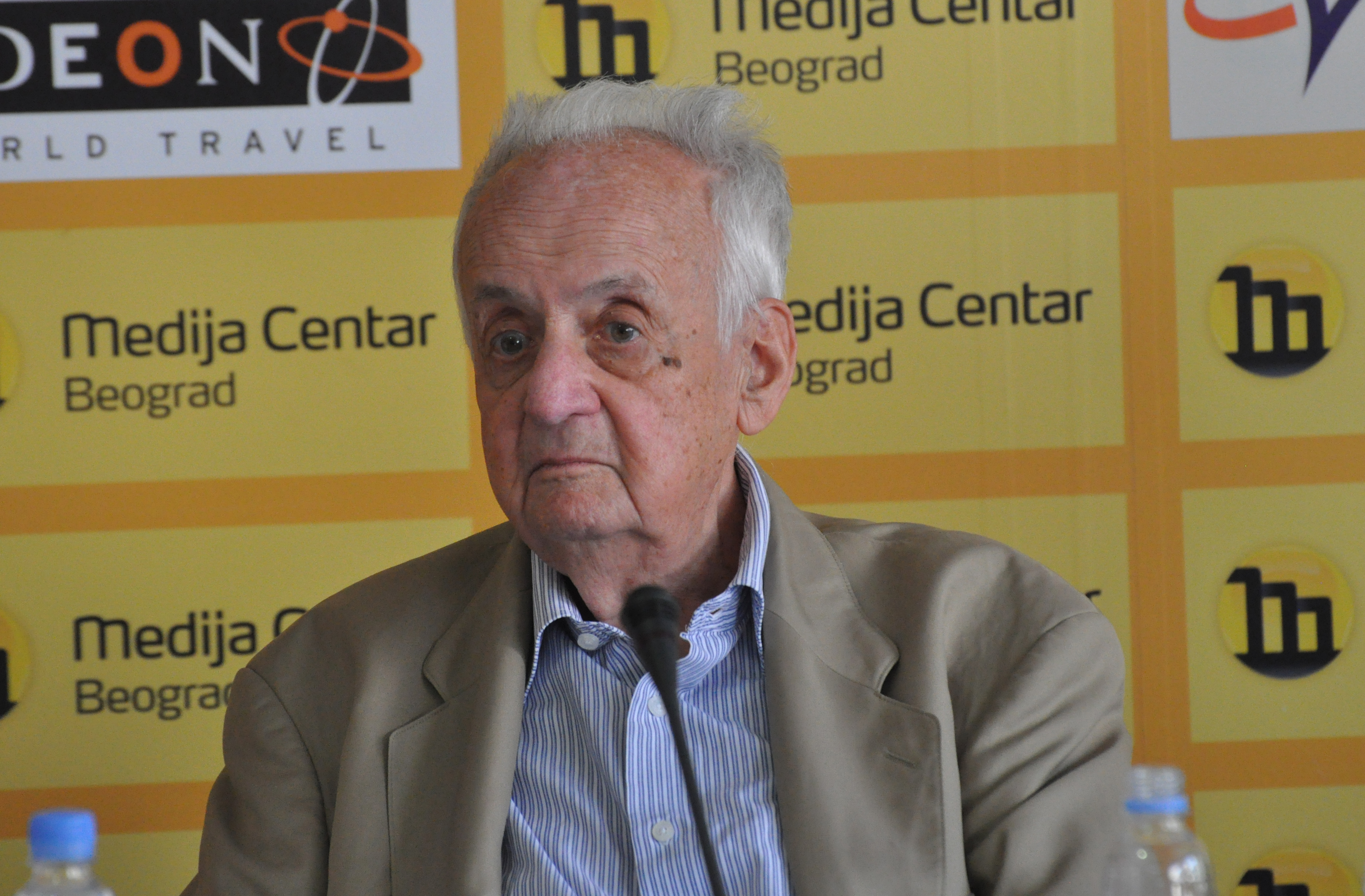
Ivan Ivanji (2018)

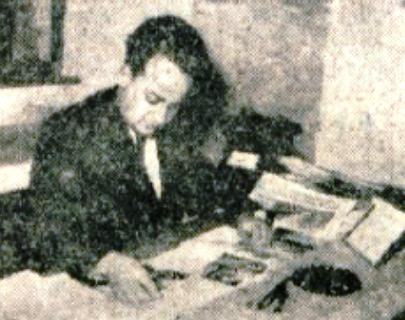
Ivan Ivanji (um 1958)

Ivan Ivanji (* 24. Januar 1929 in Veliki Bečkerek, Königreich Jugoslawien; † 9. Mai 2024 in Weimar) war ein jugoslawischer bzw. serbischer Schriftsteller, Übersetzer, Diplomat und Journalist.

## Leben
Ivan Ivanji wurde als Sohn einer säkularisierten jüdischen Ärztefamilie im serbischen Banat geboren und lernte als Kind Serbokroatisch, Ungarisch und Deutsch. Ivanji wurde 1944 in das NS-Konzentrationslager Auschwitz und von dort nach Buchenwald deportiert und in den Buchenwalder Außenlagern Niederorschel und Langenstein-Zwieberge als Zwangsarbeiter eingesetzt. Dort befreundete er sich mit dem älteren H. G. Adler, dem es gelang, sich mit Ivanji und anderen Häftlingen vor dem Todesmarsch zu retten. Anlässlich der feierlichen Eröffnungs- und Gedenkveranstaltung der ständigen Ausstellung Konzentrationslager Buchenwald – Außenkommando Niederorschel am 26. Januar 2002 in Niederorschel durch Bürgermeister Egbert Hentrich und den Leiter der Gedenkstätte Buchenwald, Volkhard Knigge, hielt Ivan Ivanji eine Ansprache, wurden die Totenliste und das Gedicht Spur Deiner Selbst von H. G. Adler, geschrieben am 19. Dezember 1944 im Lager Niederorschel, verlesen. An der Feier nahmen auch die Überlebenden Bertrand Herz, Paris, und Dov Goldstein, Israel, teil. Zusammen führten sie mit Schülern des Gymnasiums Worbis der Regelschule Niederorschel, Bürgern und Besuchern Zeitzeugengespräche.

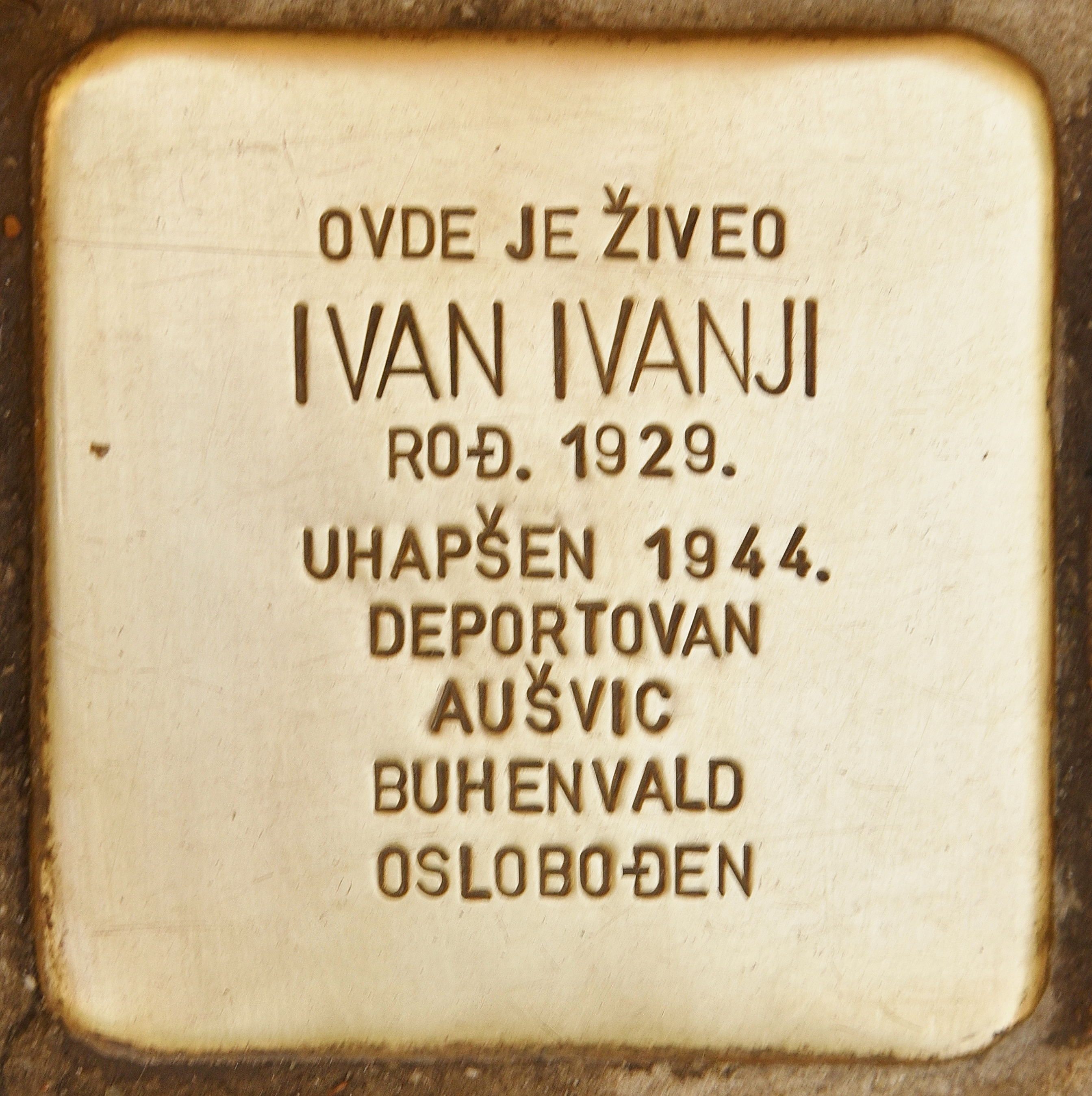
Stolperstein in Zrenjanin

Im Nachkriegsjugoslawien studierte er an der Universität Belgrad Architektur und Germanistik. Er war unter anderem Lehrer, Theaterintendant, Dolmetscher für Josip Broz Tito, von 1974 bis 1978 als jugoslawischer Kulturattaché in Bonn tätig und von 1982 bis 1988 Generalsekretär des jugoslawischen Schriftstellerverbandes. Bekannt ist er vor allem als Romanschriftsteller, er schrieb auch Beiträge zu politischen Themen für deutsche Zeitungen und Zeitschriften, u. a. für den Spiegel und den Rheinischen Merkur.
Autobiografisch geprägt ist sein Roman Mein schönes Leben in der Hölle. Über seine Zeit als Dolmetscher für den jugoslawischen Staatspräsidenten berichtet er in seinen Erinnerungen mit dem Titel Titos Dolmetscher.
Ivan Ivanji schrieb in Serbokroatisch und in Deutsch. Er übersetzte eigene Romane sowie die von Danilo Kiš und anderen jugoslawischen Autoren ins Deutsche sowie Werke deutsch- und ungarischsprachiger Autoren ins Serbokroatische. Er lebte in Wien und Belgrad.
Ivan Ivanji war Mitunterzeichner der 2017 veröffentlichten Deklaration zur gemeinsamen Sprache der Kroaten, Serben, Bosniaken und Montenegriner.
Sein Sohn Andrej Ivanji schreibt als Journalist unter anderem für die tageszeitung, den Standard und die Vreme.
Am 26. Januar 2019 wurde ihm von Ministerpräsident Bodo Ramelow in Belgrad der Thüringer Verdienstorden verliehen.
Die Stadt Weimar hat am 11. April 2020 Ivan Ivanji zum Ehrenbürger ernannt.
Am 9. Mai 2024 starb Ivan Ivanji während eines Besuches in Weimar im Alter von 95 Jahren.

## Werke

### Romane
- Dioklecijan. Belgrad 1973
Deutsche Ausgabe: Kaiser Diokletian. [Ost-]Berlin 1976; München 1978, ISBN 3-471-77834-9
- Smrt za Zmajevoj steni. 1982
Deutsche Ausgabe: Der Tod auf dem Drachenfels. Dorsten 1984, ISBN 3-924593-02-7
- Konstantin. Belgrad 1988
Deutsche Ausgabe: Kaiser Konstantin. Übersetzung von Barbara Antkowiak, Verlag Volk und Welt, Berlin 1988, ISBN 3-353-00326-6
- Schattenspringen. Picus Verlag, Wien 1993, ISBN 3-85452-251-7
- Ein ungarischer Herbst, Picus Verlag, Wien 1995, ISBN 3-85452-280-0
- Barbarossas Jude, Picus Verlag, Wien 1996, ISBN 3-85452-299-1
- Der Aschenmensch von Buchenwald. Picus Verlag, Wien 1999/2024, ISBN 978-3-7117-2145-7
- Die Tänzerin und der Krieg. Picus Verlag, Wien 2002, ISBN 3-85452-456-0
Serbokroatische Ausgabe: Balerina i rat, 2003
- Geister aus einer kleinen Stadt, Picus Verlag, Wien 2008, ISBN 978-3-85452-633-9
- Buchstaben von Feuer, Picus Verlag, Wien 2011, ISBN 978-3-85452-672-8
- Mein schönes Leben in der Hölle, Picus Verlag, Wien 2014, ISBN 978-3-7117-2008-5[7]
- Stalins Säbel, Klagenfurt 2016, ISBN 978-3-99029-178-8
- Schlussstrich, Picus Verlag, Wien 2017, ISBN 978-3-7117-2051-1
- Tod in Monte Carlo, Picus Verlag, Wien 2019, ISBN 978-3-7117-2077-1
- Hineni, Picus Verlag, Wien 2020, ISBN 978-3-7117-2093-1
- Corona in Buchenwald, Picus Verlag, Wien 2021, ISBN 978-3-7117-2106-8
- Der alte Jude und das Meer, Picus Verlag, Wien 2023, ISBN 978-3-7117-2139-6

### Kinderbuch
- Der gutherzige Hai. Illustrationen von Birgitta Heiskel, Picus Verlag, Wien 1991, ISBN 3-85452-037-9

### Zeitungsartikel, Essays, Sachbücher (Auswahl)
- Nemačke teme. 9 eseja. Belgrad 1975 (= Deutsche Themen. 9 Essays)
- Religionskrieg oder Völkermord. Die Rolle der Kirche im postjugoslawischen Krieg. In: Neue Gesellschaft/Frankfurter Hefte, Bd. 40.1993, S. 710–717
- Die Seelen der Kinder von Auschwitz. KZ-Gedenkstätten in Deutschland. In: Neue Gesellschaft/Frankfurter Hefte, Bd. 44.1997, S. 979–982
- Der Duden aus der Nazizeit und die neue Rechtschreibung. Eine Entdeckung. In: Literatur und Kritik, 1998, Heft 329/330, S. 8–11
- Indianer in Mazedonien? Mit Karl May in den Schluchten des Balkan. In: Literatur und Kritik, 2001, Heft 359/360, S. 5 ff.
- Ungewünscht frei. Serbien ist ein eigener Staat – gegen seinen Willen. In: die tageszeitung, 23. Mai 2006, S. 4 (auch in der Online-Ausgabe)
- Titos Dolmetscher. Wien 2007, ISBN 978-3-85371-272-6, Serbokroatische Ausgabe: Titov prevodilac, 2005
- Wieso ich mich wieder als Jude fühle. In: die tageszeitung, 14.–20. Oktober 2023, S. 1 (auch in der Online-Ausgabe)